# GNU 가일
GNU 가일(GNU Guile, GNU Ubiquitous Intelligent Language for Extensions)은 GNU 프로젝트를 위해 선호되는 확장 언어이다. 프로그래밍 언어 스킴의 구현체를 특징으로 한다. 최초 버전은 1993년에 출시되었다. 스킴 표준의 많은 부분들 외에도 가일 스킴에는 수많은 다른 프로그래밍 작업들을 위한 모듈화된 확장을 포함하고 있다.
프로그램을 확장하기 위해 가일은 언어가 다른 프로그램에 임베디드될 수 있도록 하는 libguile을 제공하며 이렇게 하면 C 언어 API를 통해 밀접한 연동이 가능해진다. C API를 통해 정의되는 새로운 자료형과 함수들은 가일의 확장 기능으로 생성이 가능하다.
가일은 그누캐시, 릴리폰드, GNU Guix, GNU 디버거, GNU TeXmacs, 구글의 schism 등의 프로그램에 사용된다.